# Bond Age
Bond Age war ein im Jahr 1986 von François „Marsu“ Ooghe unter dem ursprünglichen Namen Bondage Productions gegründetes französisches Plattenlabel aus Paris, das hauptsächlich Bands aus den Genres Punk, Reggae und Dub unter Vertrag nahm und verlegte. Die Umbenennung erfolgte im Laufe des Jahres 1993 aufgrund einer Übernahme, in deren Nachgang der Gründer ausstieg. Die Verantwortung übernahm dann Bruno Venzal. Die letzte Veröffentlichung datiert aus dem Jahr 2004.

## Veröffentlichungen (Auswahl)

### Bondage Productions
- Bérurier Noir – Macadam Massacre (1987)
- Les Cadavres – L'Art De Mourir (1993)
- The Fabulous Trobadors – Era Pas De Faire (1992)
- Theo Hakola – Hunger of a Thin Man (1993)
- Ludwig von 88 – Ce Jour Heureux Est Plein D'Allegresse (1990)
- Massilia Sound System – Chourmo! (1993)

### Bond Age
- Africa Unite – Babilonia E Poesia (1993)
- Les Cadavres – Autant En Emporte Le Sang (1996)
- Theo Hakola – The Confession (1995)
- Ludwig von 88 – Live (1997)
- Macka B – Discrimination (1994)
- Mad Professor – Anti-Racist Dub Broadcast (1994)
- Massilia Sound System – Parla Patois (1993)